# All of the Lights
«All of the Lights» — пісня американського репера Каньє Веста, що вийшла 25 листопада 2010 року як четвертий сингл з його п’ятого студійного альбому My Beautiful Dark Twisted Fantasy. Він був спродюсований Каньє Вестом і містить додатковий вокал кількох інших виконавців, зокрема Дрейка, Джона Ледженда, The-Dream, Аліші Кіз, Фергі, Елтона Джона, Райана Леслі, Чарлі Вілсона, Тоні Вільямса, La Roux, Елвіна Філдса, Кена Льюїса, Кід Каді та Ріанни.
«All of the Lights» отримав загальне визнання музичних критиків, які похвалили його детальну, максималістську постановку та драматичний тематичний стиль. Сингл мав міжнародний успіх, досягнувши 18 місця в чарті Billboard Hot 100, став 59-ю найпопулярнішою піснею 2011 року та посідав друге місце в чарті Hot R&B/Hip-Hop Songs у Сполучених Штатах, будучи 12-ю найпопулярнішою піснею в цьому чарті в 2011 році, а також досяг поважних місць у кількох інших країнах. Вона виграла премію «Греммі» за найкращу реп-пісню та найкращу спільну реп-пісню та була номінована на «Пісню року» на 54-й щорічній церемонії вручення премії «Греммі». До грудня 2011 року пісня була продана понад 1 561 000 цифрових одиниць у США. Станом на листопад 2020 року він був сертифікований RIAA як п’ятикратно платиновий.

## Музичне відео
Раніше «All of the Lights» вже використали у короткометражному фільмі Каньє Веста Runaway (там під цю музику проходила карнавальна хода), було вирішено зняти окреме відео. Знімання розгорнули в січні 2011 року, режисером став Гайп Вільямс. Кліп відкривається чорно-білим вступом, де під звуки оркестрової інтерлюдії, що передувала треку на самому альбомі, з дому йде дівчинка. Несподівано сірий світ навколо неї починає мерехтіти і переливатися всіма кольорами веселки. Починається пісня. Видно яскраві сполохи кольору, Каньє Вест, що стоїть на даху поліцейського автомобіля з увімкненими мигалками, що швидко змінюють стиль написання титри (це відсилання до фільму Гаспара Ное «Вхід у порожнечу»). Принагідно демонструється історія, яка простежується в куплеті Веста. З 12 знаменитостей, які подарували свої голоси пісні, у кліпі присутні лише Ріанна (її плани чергуються з планами Каньє) та Кід Каді. Втім, усіх виконавців перераховано у фінальних титрах. Також у версії для кліпу відсутній куплет Фергі. Музичне відео вперше було представлене на каналі VEVO 19 лютого 2011 року. Кліп отримав різко негативну оцінку медичних організацій, які займаються проблемами епілепсії. Як і у випадку з кліпом на іншу пісню Каньє, «Monster», Інтернетом довгий час ходили чутки про заборону відео та видалення його з Youtube. Насправді ж все обмежилося запобіжним написом на початку кліпу, що повідомляє про те, що відео здатне викликати епілептичні напади у людей, які страждають на це захворювання. Зміна, яка торкнулася самого відео, полягає в приглушенні кольору.

## Ремікс
Попередня версія реміксу пісні просочилася в 2010 році з куплетом Дрейка. 14 березня 2011 року незакінчена версія реміксу просочилася в Інтернет, що містить гостьові куплети від Ліл Уейна, Біг Шона та Дрейка, різні вірші з витоку. У ньому не було самого Каньє Веста, хоча, за словами Біг Шона, він написав для нього вірш.
3 травня 2023 року версія пісні репера Lil Uzi Vert була злита в Twitter. Кілька секунд були злиті Waterfalls, онлайн-користувачем, відомим зливанням пісень популярних виконавців. Фрагмент отримав популярність у соціальних мережах і музичних сервісах, таких як SoundCloud і YouTube. Пісня повинна була вийти на третьому альбомі Lil Uzi Pink Tape.

## Використання
У 2016 році пісня була використана в рекламі Gatorade із Сереною Вільямс у головній ролі. Пісня також представлена в грі NBA 2K14 як частина саундтреку, обраного Леброном Джеймсом. 2019 року пісня була показана в телевізійній рекламі Peloton.
У 2023 році Ріанна заспівала пісню під час перерви Super Bowl LVII.

## Чарти
| Чарт (2010–2011)                          | Пікова позиція |
| ----------------------------------------- | -------------- |
| Австралія (ARIA)                          | 24             |
| Австралія (ARIA Urban Singles)            | 8              |
| Австрія (Ö3 Austria Top 75)               | 68             |
| Бельгія (Ultratop Flanders)               | 27             |
| Бельгія (Ultratip Wallonia)               | 3              |
| Канада (Canadian Hot 100)                 | 53             |
| Франція (SNEP)                            | 52             |
| Німеччина Urban Charts                    | 17             |
| Ірландія (IRMA)                           | 13             |
| Нова Зеландія (RIANZ)                     | 13             |
| Шотландія (Official Charts Company)       | 14             |
| Південна Корея (Circle)                   | 50             |
| Швейцарія (Media Control AG)              | 46             |
| Велика Британія (Official Charts Company) | 15             |
| Велика Британія (UK R&B Chart)            | 5              |
| США (Billboard Hot 100)                   | 18             |
| США (Hot R&B/Hip-Hop Songs) (Billboard)   | 2              |
| США (Rap Songs) (Billboard)               | 2              |
| США (Mainstream Top 40) (Billboard)       | 38             |
| США (Rhythmic) (Billboard)                | 5              |

| Чарт (2011)                           | Позиція |
| ------------------------------------- | ------- |
| Австралія (ARIA)                      | 99      |
| Австралія Urban (ARIA)                | 38      |
| Велика Британія Singles Chart (OCC)   | 87      |
| США Billboard Hot 100                 | 59      |
| США Hot R&B/Hip-Hop Songs (Billboard) | 12      |
| США Rhythmic (Billboard)              | 25      |

## Сертифікації
| Регіон | Сертифікація  | Продажі   |
| --- | ------------- | --------- |
| Австралія (ARIA) | 2× Платиновий | 140 000^  |
| Данія (IFPI Denmark) | Платиновий    | 90 000    |
| Німеччина (BVMI) | Золотий       | 150 000   |
| Нова Зеландія (RIANZ) | Золотий       | 7500*     |
| Велика Британія (BPI) | 2× Платиновий | 1 200 000 |
| США (RIAA) | 7× Платиновий | 7 000 000 |
| Streaming |               |           |
| Данія (IFPI Denmark) Streaming | Золотий       | 900 000   |
| *продажі, що базуються лише на сертифікаціях · ^відвантаження, що базуються лише на сертифікаціях · продажі+прослуховування, що базуються лише на сертифікаціях · лише прослуховування, що базуються лише на сертифікаціях |               |           |